# Jacksonville (Georgia)
Jacksonville – miasto w Stanach Zjednoczonych, w stanie Georgia, w hrabstwie Telfair.